# Liga Premier de Kazajistán 2013
La Liga Premier 2013 fue la 22ª temporada de la Liga Premier de Kazajistán. La temporada comenzó el 9 de marzo y finalizó el 2 de noviembre de 2013. El club FC Aktobe se proclamó campeón, obteniendo su 5° título en su historia.

## Sistema de competición
Los doce equipos participantes jugaron entre sí todos contra todos dos veces totalizando 22 partidos cada uno, al término de la fecha 22 los seis primeros clasificados pasaron a integrar el Grupo campeonato, mientras que los 6 últimos integraron el Grupo descenso.
En los grupos se les recorta los puntos a la mitad (es decir, un equipo que acumulo 40 puntos en la temporada regular, en los grupos comenzó con 20 puntos)
En el grupo campeonato los seis clubes se volvieron a enfrentar entre sí, dos veces, totalizando 32 partidos cada uno, al término, el primer clasificado se coronó campeón y clasificó a la Segunda ronda de la Liga de Campeones 2014-15, mientras que el segundo y el tercer clasificado obtuvieron un cupo para la primera ronda de la Liga Europa 2014-15.
En el grupo descenso los seis clubes se volvieron a enfrentar entre sí, dos veces, totalizando 32 partidos cada uno, al término el último clasificado descendió a la Primera División de Kazajistán 2014, mientras que el undécimo jugó un play-off de permanencia entre el subcampeón de la Primera División de Kazajistán.
Un tercer cupo para la primera ronda de la Liga Europa 2014-15 se asignará al campeón de la Copa de Kazajistán.

## Equipos
Los tres últimos equipos clasificados de la temporada 2012 FC Sunkar, FC Okzhetpes Kokshetau y FC Kaisar Kyzylorda descendieron a la Birinszi Liga, y fueron sustituidos por el campeón de la Birinszi Liga el club FC Vostok Oskemen.
| Club               | Ciudad      | Estadio                        | Capacidad |
| ------------------ | ----------- | ------------------------------ | --------- |
| Aktobe             | Aktobe      | Aktobe Central Stadium         | 13.500    |
| Akzhayik           | Oral        | Petr Atoyan Stadium            | 8.320     |
| Astana             | Astana      | Astana Arena                   | 30.000    |
| Atyrau             | Atyrau      | Munaishy Stadium               | 9.000     |
| Irtysh Pavlodar    | Pavlodar    | Pavlodar Central Stadium       | 15.000    |
| Kairat Almaty      | Almaty      | Almaty Central Stadium         | 25.057    |
| Ordabasy           | Shymkent    | Kazhimukan Munaitpasov Stadium | 37.000    |
| Shakhter Karagandy | Karaganda   | Shakhter Stadium               | 19.000    |
| Taraz              | Taraz       | Taraz Central Stadium          | 12.525    |
| Tobol Kostanai     | Kostanay    | Kostanay Central Stadium       | 8.323     |
| Vostok Oskemen     | Oskemen     | Vostok Stadium                 | 8.500     |
| Zhetysu            | Taldykorgan | Zhetysu Stadium                | 4.000     |

## Temporada regular

### Tabla de posiciones
| Pos. | Equipo             | Pts. | PJ | G  | E  | P  | GF | GC | Dif. | Clasificación 2013       |
| ---- | ------------------ | ---- | -- | -- | -- | -- | -- | -- | ---- | ------------------------ |
| 1    | Aktobe             | 47   | 22 | 14 | 5  | 3  | 30 | 12 | +18  | Ronda por el campeonato  |
| 2    | Astana             | 41   | 22 | 12 | 5  | 5  | 35 | 24 | +11  | Ronda por el campeonato  |
| 3    | Shakhter Karagandy | 35   | 22 | 10 | 5  | 7  | 31 | 23 | +8   | Ronda por el campeonato  |
| 4    | Irtysh Pavlodar    | 34   | 22 | 9  | 7  | 6  | 24 | 20 | +4   | Ronda por el campeonato  |
| 5    | Kairat Almaty      | 31   | 22 | 7  | 10 | 5  | 28 | 24 | +4   | Ronda por el campeonato  |
| 6    | Ordabasy           | 30   | 22 | 8  | 6  | 8  | 20 | 20 | 0    | Ronda por el campeonato  |
| 7    | Atyrau             | 27   | 22 | 7  | 6  | 9  | 18 | 28 | −10  | Ronda por la permanencia |
| 8    | Tobol Kostanai     | 26   | 22 | 7  | 5  | 10 | 30 | 27 | +3   | Ronda por la permanencia |
| 9    | Vostok Oskemen     | 23   | 22 | 5  | 8  | 9  | 12 | 24 | −12  | Ronda por la permanencia |
| 10   | Zhetysu            | 21   | 22 | 4  | 12 | 6  | 20 | 25 | −5   | Ronda por la permanencia |
| 11   | Taraz              | 18   | 22 | 4  | 6  | 12 | 19 | 29 | −10  | Ronda por la permanencia |
| 12   | Akzhayik           | 13   | 22 | 4  | 7  | 11 | 24 | 35 | −11  | Ronda por la permanencia |

Actualizado a los partidos jugados el 4 de agosto de 2013.
 Fuente: Soccerway
Notas:
1. ↑  Zhetysu se le descontaron 3 puntos
2. ↑  Akzhayik se le descontaron 6 puntos

### Resultados
| Local \ Visitante  | AKT | AKZ | AST | ATY | IRT | KAI | ORD | SHA | TAR | TOB | VOS | ZHE |
| ------------------ | --- | --- | --- | --- | --- | --- | --- | --- | --- | --- | --- | --- |
| Aktobe             | —   | 2–0 | 2–1 | 3–0 | 3–0 | 1–1 | 1–0 | 3–1 | 3–2 | 1–0 | 0–1 | 1–1 |
| Akzhayik           | 1–1 | —   | 2–2 | 4–0 | 1–2 | 0–0 | 1–2 | 3–0 | 1–0 | 1–1 | 0–0 | 2–0 |
| Astana             | 1–2 | 3–1 | —   | 1–2 | 1–1 | 0–0 | 0–1 | 1–0 | 3–1 | 2–1 | 1–0 | 4–1 |
| Atyrau             | 0–2 | 1–0 | 1–2 | —   | 0–0 | 1–1 | 0–0 | 1–0 | 3–1 | 1–0 | 2–0 | 1–1 |
| Irtysh Pavlodar    | 0–0 | 3–1 | 0–1 | 1–0 | —   | 2–1 | 2–0 | 2–2 | 1–0 | 1–0 | 1–1 | 0–1 |
| Kairat Almaty      | 1–0 | 2–1 | 1–2 | 0–0 | 3–2 | —   | 0–0 | 1–1 | 2–1 | 4–2 | 2–0 | 3–3 |
| Ordabasy           | 0–1 | 4–2 | 0–2 | 3–0 | 1–3 | 1–0 | —   | 0–0 | 0–0 | 1–0 | 4–1 | 1–2 |
| Shakhter Karagandy | 1–2 | 4–0 | 1–3 | 3–2 | 2–1 | 2–1 | 1–3 | —   | 3–0 | 2–0 | 2–0 | 1–0 |
| Taraz              | 0–1 | 1–1 | 0–0 | 4–1 | 0–1 | 2–1 | 0–1 | 2–1 | —   | 1–2 | 1–0 | 0–0 |
| Tobol Kostanai     | 1–0 | 1–1 | 5–1 | 2–1 | 0–0 | 2–3 | 0–0 | 1–2 | 2–2 | —   | 3–0 | 3–1 |
| Vostok Oskemen     | 0–1 | 1–0 | 1–3 | 0–0 | 1–1 | 1–1 | 2–1 | 0–0 | 1–0 | 1–0 | —   | 1–1 |
| Zhetysu            | 0–0 | 5–1 | 1–1 | 0–1 | 1–0 | 0–0 | 0–0 | 0–0 | 1–1 | 1–4 | 0–0 | —   |

## Ronda por el campeonato

### Tabla de posiciones
| Pos. | Equipo             | Pts. | PJ | G  | E  | P  | GF | GC | Dif. | Clasificación 2014–15                 |
| ---- | ------------------ | ---- | -- | -- | -- | -- | -- | -- | ---- | ------------------------------------- |
| 1    | Aktobe (C)         | 43   | 32 | 20 | 6  | 6  | 46 | 22 | +24  | Segunda Ronda de la Liga de Campeones |
| 2    | Astana             | 42   | 32 | 19 | 5  | 8  | 54 | 35 | +19  | Primera Ronda de la Liga Europa       |
| 3    | Kairat Almaty      | 33   | 32 | 12 | 12 | 8  | 44 | 38 | +6   | Primera Ronda de la Liga Europa       |
| 4    | Irtysh Pavlodar    | 27   | 32 | 12 | 8  | 12 | 41 | 39 | +2   |                                       |
| 5    | Shakhter Karagandy | 26   | 32 | 12 | 7  | 13 | 43 | 45 | −2   | Primera ronda de la Liga Europa       |
| 6    | Ordabasy           | 26   | 32 | 11 | 8  | 13 | 33 | 37 | −4   |                                       |

Actualizado a los partidos jugados el 2 de noviembre de 2013.
 Fuente: Soccerway
Notas:
1. ↑  Tras ganar la Copa de Kazajistán, el Shakhter Karagandy obtuvo un cupo para la primera ronda de la Liga Europea 2014-15.

### Resultados
| Local \ Visitante  | AKT | AST | IRT | KAI | ORD | SHA |
| ------------------ | --- | --- | --- | --- | --- | --- |
| Aktobe             | —   | 2–0 | 3–1 | 2–0 | 2–2 | 4–0 |
| Astana             | 1–0 | —   | 4–2 | 1–2 | 3–1 | 1–2 |
| Irtysh Pavlodar    | 4–0 | 0–1 | —   | 2–3 | 3–0 | 2–1 |
| Kairat Almaty      | 0–1 | 1–2 | 3–2 | —   | 0–0 | 3–3 |
| Ordabasy           | 2–1 | 0–2 | 3–1 | 1–2 | —   | 4–0 |
| Shakhter Karagandy | 0–1 | 1–4 | 1–1 | 1–2 | 3–0 | —   |

## Ronda por la permanencia

### Clasificación
| Pos. | Equipo         | Pts. | PJ | G  | E  | P  | GF | GC | Dif. | Descenso 2014                    |
| ---- | -------------- | ---- | -- | -- | -- | -- | -- | -- | ---- | -------------------------------- |
| 1    | Tobol Kostanai | 35   | 32 | 14 | 6  | 12 | 48 | 33 | +15  |                                  |
| 2    | Atyrau         | 28   | 32 | 10 | 11 | 11 | 26 | 38 | −12  |                                  |
| 3    | Zhetysu        | 22   | 32 | 6  | 17 | 9  | 22 | 32 | −10  |                                  |
| 4    | Taraz          | 21   | 32 | 7  | 9  | 16 | 30 | 38 | −8   |                                  |
| 5    | Vostok Oskemen | 20   | 32 | 6  | 13 | 13 | 20 | 37 | −17  | Play-off de descenso             |
| 6    | Akzhayik       | 19   | 32 | 7  | 10 | 15 | 37 | 50 | −13  | Descenso a Primera División 2014 |

Actualizado a los partidos jugados el 2 de noviembre de 2013.
 Fuente: Soccerway

### Resultados
| Local \ Visitante | AKZ | ATY | TAR | TOB | VOS | ZHE |
| ----------------- | --- | --- | --- | --- | --- | --- |
| Akzhayik          | —   | 3–0 | 2–1 | 1–3 | 2–2 | 0–0 |
| Atyrau            | 2–2 | —   | 1–0 | 0–0 | 1–0 | 0–0 |
| Taraz             | 3–0 | 1–1 | —   | 2–0 | 1–1 | 0–1 |
| Tobol Kostanai    | 2–0 | 3–1 | 2–0 | —   | 2–1 | 2–0 |
| Vostok Oskemen    | 2–0 | 1–2 | 1–1 | 0–4 | —   | 0–0 |
| Zhetysu           | 0–3 | 0–0 | 0–2 | 1–0 | 0–0 | —   |

## Playoff de Relegación
El Kaisar Kyzylorda como campeón de la Birinszi Liga 2013 asciende directamente a Liga Premier 2014. El Spartak Semey como subcampeón disputará la promoción por un segundo ascenso.
| 6 de noviembre de 2013, 19:00 | Spartak Semey    | 1:0 (0:0) (t. s.)(1:0 t. s.) | Vostok Oskemen | Astana Arena, Astaná |  |
|                               | - Puryshkin 118' |                              |                |                      |  |

El Spartak Semey asciende a Liga Premier, Vostok Oskemen pierde su lugar en la máxima categoría

## Máximos Goleadores
| Pos. | Jugador        | Club                        | Goles |
| ---- | -------------- | --------------------------- | ----- |
| 1.   | Igor Zenkovich | Akzhayik/Shakhter Karagandy | 15    |
| 2.   | Igor Bugaiov   | Tobol                       | 13    |
| 3.   | Momodou Ceesay | Kairat                      | 12    |
| 3.   | Edin Junuzović | Ordabasy                    | 12    |
| 5.   | Josip Knezevic | Kairat                      | 10    |